# Гусев, Игорь Николаевич
Игорь Николаевич Гусев (латыш. Igors Gusevs) — латвийский русский историк, тележурналист, режиссёр, публицист и издатель. Главный редактор вестника боевых искусств «Кумитэ» и балтийского исторического журнала «Klio». Автор ряда книг по истории Риги и Латвии.

## Биография
Родился в Риге 13 июня 1965 года. После школы Игорь поступил в Латвийский госуниверситет, на вечернее отделение исторического факультета, поскольку на дневном в советское время не было русского потока.
На втором курсе его забрали в Советскую армию. Служил под Ленинградом в Гатчине.
После службы вернулся на истфак и параллельно стал преподавать в своей родной Рижской средней школе № 17.
Внедрял новые методики преподавания — Шаталова, Амонашвили, свои собственные. На заре перестройки создал в школе Клуб любителей истории, по вечерам они собирались со старшеклассниками в его крохотной каморке на четвёртом этаже и горячо обсуждали «белые пятна» нашей эпохи. Прихватив палатки, отправлялись в походы по историческим местам Латвии, взяли под свою опеку заброшенный и забытый тогда памятник петровским гренадерам на острове Луцавсала, героически погибшим в сражении со шведами под Ригой в 1701 году…
В 1990 году окончил историко-философский факультет Латвийского университета.
В 1993 году начал выпускать единственную на латвийском телевидении культурно-просветительскую программу «КЛИО» и по 2000 г. был её автором и ведущим (всего в эфир вышло более 100 передач). Поначалу автор старался показывать историю Латвии во всем её национальном многообразии, однако его толерантность не всеми была понята. Например, за сюжет о памятнике Петру Великому его обвинили в великодержавном шовинизме. Тогда он решил не комплексовать по поводу своей русскости, а напротив, освещать вклад, который внесли русские в культуру и экономику Латвии. «В советские годы было принято замалчивать информацию, если она якобы могла задеть национальные чувства „братских народов“. Став независимыми, латышские историки начали трактовать прошлое в выгодном для себя свете, но унизительном для других народов. В их интерпретации русские чаще всего изображались как народ без корней, безродные колонисты, результат „русской оккупации“. Но это ложь. Здесь покоятся многие поколения наших предков, и мы не чужие на этой земле! Свидетельств тому — тысячи».
Завершив свой телепроект, Игорь Гусев продолжил его в балтийском историческом журнале «Klio». Он—режиссёр и сценарист десяти культурно-познавательных фильмов.
Игорь Гусев также—главный редактор вестника боевых искусств «Кумитэ». Игорь Гусев снял более десяти учебно-методических фильмов по различным видам единоборств, в том числе сериал по практической самозащите «Боевая машина».
С 2007 г. издаёт серию научно-популярных книг: «История латвийских русских», «Настольная книга экскурсовода», «История Риги в вопросах и ответах» и другие.
С 2008 г. выпустил три документально-публицистических фильма: фильм «Латвийские русские: десять веков истории», «Саласпилсский ШТАЛАГ» (лауреат конкурса «Янтарное перо» 2008 г.), «Рига. Время Петра Великого».
В 2017 году был избран действительным членом Петровской Академии наук и искусств.
По состоянию на декабрь 2023 года — эмигрировал с семьей в Россию.

## Общественно-просветительская деятельность
Основной сферой научных интересов являются исследования истории древнего славянского присутствия в Прибалтийских землях. Занимает позиции антинорманизма, убеждённый сторонник исторической концепции, согласно которой летописные варяги — не скандинавы, а балтийские славяне. Является автором ряда статей, в которых последовательно отстаивает позицию о значительной роли балтийских славян-вендов в исторических процессах, происходивших на территории стран Балтии, что входит в резкое противоречие с принятым в Латвии официальным историческим подходом.
Через многочисленные публикации в прессе и публичные выступления активно популяризирует тезис о давних и традиционных культурных, исторических, экономически взаимовыгодных связях между странами Балтии и Россией, старается распространять факты, свидетельствующие о позитивных моментах нашей общей истории.
На протяжении многих лет занимается изучением истории Саласпилсского концлагеря, организованного гитлеровцами в окрестностях Риги в годы Великой Отечественной войны. Его стараниями было найдено и расчищено от зарослей леса старое Саласпилсское гарнизонное кладбище, на территории которого в годы войны нацисты хоронили тела убитых узников Саласпилса, заметая следы своих преступлений.

### О школьной реформе
В 2017—2018 годах Игорь Гусев выступил с рядом публицистических статей о школьной реформе в Латвии, разоблачая её как непродуманную, калечащую интеллект детей и русофобскую. Статьи 2018 года «Заметки бывшего учителя» основаны на сравнении опыта работы в советской и новой латвийской школе, которое оказывается не в пользу второй.
«Опираясь исключительно и только на свои силы, большинство детей не может, не в состоянии самостоятельно учиться. Против ребёнка выступают и непродуманно составленный учебник, рабочие тетради, в которых задания часто не соответствуют ни возрасту, ни уровню знаний детей. Против ребёнка современный методический подход, направленный на т. н. „самостоятельный поиск информации“. Школьный процесс превращается в игру „Помоги себе сам“. Но этот поиск лишён всякого смысла, когда нет базового информационного пакета», — делает вывод И.Гусев.

## Публикации
Автор ряда книг, среди них:
- История латвийских русских
- «Быль о Саласпилсе»[3]
- «История Риги и окрестностей»[3]
- «Выдающиеся русские латвийцы»[3]
- «Кровью умытая»[3]
- «Укрепления Старого Города»[3]
- «Пётр Великий и Рига»[3]
- «1812 год в Прибалтийском крае»[3].
- «Историю Риги и окрестностей: прогулки с Игорем Гусевым»[2]
- «История Риги в вопросах и ответах»[7]
- «Истории Риги и окрестностей»[8]

Публикуется в издании baltnews.lv Периодически проводит встречи с читателями.

## Кинематограф
Автор более десяти учебно-методических фильмов по различным видам единоборств, среди них сериал «Боевая машина», а также режиссёр и сценарист десяти культурно-познавательных фильмов. С 2008 г. выпустил три документально-публицистических фильма:
- «Латвийские русские: десять веков истории»[11]
- «Саласпилсский ШТАЛАГ»(лауреат конкурса «Янтарное перо» 2008 г.)[3]
- «Рига. Время Петра Великого»[3]

## Награды
- Медаль Пушкина (28 октября 2009 года, Россия) — за большой вклад в развитие культурных связей с Российской Федерацией, сохранение и популяризацию русского языка и русской культуры[12].